# Liste des anciennes communes de la Vendée
| Fusions - Commune issue d’une fusion - Commune issue de plus d’une fusion                                                                     |
| Défusions - Commune ayant fusionné une fois - Commune ayant fusionné deux fois                                                                |
| Créations - Commune issue d’un démembrement d’une ou plusieurs communes - Commune issue de plus d’un démembrement d’une ou plusieurs communes |

Carte présentant les modifications des limites des communes de la Vendée depuis 1789 (1 janvier 2025).

Depuis la Révolution française, plusieurs communes de la Vendée ont subi des modifications de périmètre territorial — par le biais de fusions, restaurations, démembrements ou transferts de territoires — ou bien des changements de nom, que la liste s’attache à présenter.

## Contexte
Alors que les communes d’Ancien Régime sont supprimées par les décrets du 4 Août de l’Assemblée constituante, une nouvelle forme communale émerge en France avec le décret législatif du 14 décembre 1789 concernant la constitution des municipalités. Le Législateur révolutionnaire, dans une logique de rationalisation, souhaite uniformiser les dénominations des plus petites structures d’administration territoriale. C’est sous la Convention, par un décret du 10 brumaire an II, que le terme « commune » est harmonisé à tous les anciens bourgs, villes, paroisses ou communautés.
En 1789, le territoire du département de la Vendée comportait 331 paroisses. Alors que le département comptait 282 communes au 1er janvier 2015, 255 communes forment son territoire à compter du 1er janvier 2024.

## Fusions et restaurations

### Fusions

Carte présentant les communes concernées par des fusions selon le type de régime (1 janvier 2025).

| Commune créée              | Communes supprimées              | Régime           | Décision                                        | Date d’effet                           | Situation administrative |
| -------------------------- | -------------------------------- | ---------------- | ----------------------------------------------- | -------------------------------------- | ------------------------ |
| Saint-Jean-d’Hermine       | Sainte-Hermine                   | Commune nouvelle | Arrêté préfectoral du 8 août 2024               | 1er janvier 2025                       | Actuelle                 |
| Saint-Jean-d’Hermine       | Saint-Jean-de-Beugné             | Commune nouvelle | Arrêté préfectoral du 8 août 2024               | 1er janvier 2025                       | Actuelle                 |
| Cugand-la-Bernardière      | Cugand                           | Commune nouvelle | Arrêté préfectoral du 3 juin 2024               | 1er janvier 2025                       | Actuelle                 |
| Cugand-la-Bernardière      | La Bernardière                   | Commune nouvelle | Arrêté préfectoral du 3 juin 2024               | 1er janvier 2025                       | Actuelle                 |
| Rives-du-Fougerais         | Cezais                           | Commune nouvelle | Arrêté préfectoral du 13 novembre 2023          | 1er janvier 2024                       | Actuelle                 |
| Rives-du-Fougerais         | Saint-Sulpice-en-Pareds          | Commune nouvelle | Arrêté préfectoral du 13 novembre 2023          | 1er janvier 2024                       | Actuelle                 |
| Rives-du-Fougerais         | Thouarsais-Bouildroux            | Commune nouvelle | Arrêté préfectoral du 13 novembre 2023          | 1er janvier 2024                       | Actuelle                 |
| Terval                     | Breuil-Barret                    | Commune nouvelle | Arrêté préfectoral du 16 décembre 2022          | 1er janvier 2023                       | Actuelle                 |
| Terval                     | La Chapelle-aux-Lys              | Commune nouvelle | Arrêté préfectoral du 16 décembre 2022          | 1er janvier 2023                       | Actuelle                 |
| Terval                     | La Tardière                      | Commune nouvelle | Arrêté préfectoral du 16 décembre 2022          | 1er janvier 2023                       | Actuelle                 |
| L’Aiguillon-la-Presqu’île  | L’Aiguillon-sur-Mer              | Commune nouvelle | Arrêtés préfectoraux des 7 et 24 décembre 2021, | 1er janvier 2022                       | Actuelle                 |
| L’Aiguillon-la-Presqu’île  | La Faute-sur-Mer                 | Commune nouvelle | Arrêtés préfectoraux des 7 et 24 décembre 2021, | 1er janvier 2022                       | Actuelle                 |
| Rives-d’Autise             | Nieul-sur-l’Autise               | Commune nouvelle | Arrêté préfectoral du 4 décembre 2018           | 1er janvier 2019                       | Actuelle                 |
| Rives-d’Autise             | Oulmes                           | Commune nouvelle | Arrêté préfectoral du 4 décembre 2018           | 1er janvier 2019                       | Actuelle                 |
| Chanverrie                 | Chambretaud                      | Commune nouvelle | Arrêté préfectoral du 21 novembre 2018          | 1er janvier 2019                       | Actuelle                 |
| Chanverrie                 | La Verrie                        | Commune nouvelle | Arrêté préfectoral du 21 novembre 2018          | 1er janvier 2019                       | Actuelle                 |
| Les Sables-d’Olonne        | Château-d’Olonne                 | Commune nouvelle | Arrêté préfectoral du 17 août 2018              | 1er janvier 2019                       | Actuelle                 |
| Les Sables-d’Olonne        | Olonne-sur-Mer                   | Commune nouvelle | Arrêté préfectoral du 17 août 2018              | 1er janvier 2019                       | Actuelle                 |
| Les Sables-d’Olonne        | Les Sables-d’Olonne              | Commune nouvelle | Arrêté préfectoral du 17 août 2018              | 1er janvier 2019                       | Actuelle                 |
| Les Velluire-sur-Vendée    | Le Poiré-sur-Velluire            | Commune nouvelle | Arrêté préfectoral du 17 août 2018              | 1er janvier 2019                       | Actuelle                 |
| Les Velluire-sur-Vendée    | Velluire                         | Commune nouvelle | Arrêté préfectoral du 17 août 2018              | 1er janvier 2019                       | Actuelle                 |
| Montaigu-Vendée            | Boufféré                         | Commune nouvelle | Arrêté préfectoral du 20 avril 2017             | 1er janvier 2019                       | Actuelle                 |
| Montaigu-Vendée            | La Guyonnière                    | Commune nouvelle | Arrêté préfectoral du 20 avril 2017             | 1er janvier 2019                       | Actuelle                 |
| Montaigu-Vendée            | Montaigu                         | Commune nouvelle | Arrêté préfectoral du 20 avril 2017             | 1er janvier 2019                       | Actuelle                 |
| Montaigu-Vendée            | Saint-Georges-de-Montaigu        | Commune nouvelle | Arrêté préfectoral du 20 avril 2017             | 1er janvier 2019                       | Actuelle                 |
| Montaigu-Vendée            | Saint-Hilaire-de-Loulay          | Commune nouvelle | Arrêté préfectoral du 20 avril 2017             | 1er janvier 2019                       | Actuelle                 |
| Les Achards                | La Chapelle-Achard               | Commune nouvelle | Arrêté préfectoral du 30 septembre 2016         | 1er janvier 2017                       | Actuelle                 |
| Les Achards                | La Mothe-Achard                  | Commune nouvelle | Arrêté préfectoral du 30 septembre 2016         | 1er janvier 2017                       | Actuelle                 |
| Auchay-sur-Vendée          | Auzay                            | Commune nouvelle | Arrêté préfectoral du 4 août 2016               | 1er janvier 2017                       | Actuelle                 |
| Auchay-sur-Vendée          | Chaix                            | Commune nouvelle | Arrêté préfectoral du 4 août 2016               | 1er janvier 2017                       | Actuelle                 |
| Rives-de-l’Yon             | Chaillé-sous-les-Ormeaux         | Commune nouvelle | Arrêté préfectoral du 28 décembre 2015          | 1er janvier 2016                       | Actuelle                 |
| Rives-de-l’Yon             | Saint-Florent-des-Bois           | Commune nouvelle | Arrêté préfectoral du 28 décembre 2015          | 1er janvier 2016                       | Actuelle                 |
| Sèvremont                  | Les Châtelliers-Châteaumur       | Commune nouvelle | Arrêté préfectoral du 15 décembre 2015          | 1er janvier 2016                       | Actuelle                 |
| Sèvremont                  | La Flocellière                   | Commune nouvelle | Arrêté préfectoral du 15 décembre 2015          | 1er janvier 2016                       | Actuelle                 |
| Sèvremont                  | La Pommeraie-sur-Sèvre           | Commune nouvelle | Arrêté préfectoral du 15 décembre 2015          | 1er janvier 2016                       | Actuelle                 |
| Sèvremont                  | Saint-Michel-Mont-Mercure        | Commune nouvelle | Arrêté préfectoral du 15 décembre 2015          | 1er janvier 2016                       | Actuelle                 |
| Montréverd                 | Mormaison                        | Commune nouvelle | Arrêté préfectoral du 18 décembre 2015          | 1er janvier 2016                       | Actuelle                 |
| Montréverd                 | Saint-André-Treize-Voies         | Commune nouvelle | Arrêté préfectoral du 18 décembre 2015          | 1er janvier 2016                       | Actuelle                 |
| Montréverd                 | Saint-Sulpice-le-Verdon          | Commune nouvelle | Arrêté préfectoral du 18 décembre 2015          | 1er janvier 2016                       | Actuelle                 |
| Aubigny-les-Clouzeaux      | Aubigny                          | Commune nouvelle | Arrêté préfectoral du 3 décembre 2015           | 1er janvier 2016                       | Actuelle                 |
| Aubigny-les-Clouzeaux      | Les Clouzeaux                    | Commune nouvelle | Arrêté préfectoral du 3 décembre 2015           | 1er janvier 2016                       | Actuelle                 |
| Doix-lès-Fontaines         | Doix                             | Commune nouvelle | Arrêté préfectoral du 3 décembre 2015           | 1er janvier 2016                       | Actuelle                 |
| Doix-lès-Fontaines         | Fontaines                        | Commune nouvelle | Arrêté préfectoral du 3 décembre 2015           | 1er janvier 2016                       | Actuelle                 |
| Bellevigny                 | Belleville-sur-Vie               | Commune nouvelle | Arrêté préfectoral du 19 novembre 2015          | 1er janvier 2016                       | Actuelle                 |
| Bellevigny                 | Saligny                          | Commune nouvelle | Arrêté préfectoral du 19 novembre 2015          | 1er janvier 2016                       | Actuelle                 |
| Mouilleron-Saint-Germain   | Mouilleron-en-Pareds             | Commune nouvelle | Arrêté préfectoral du 19 novembre 2015          | 1er janvier 2016                       | Actuelle                 |
| Mouilleron-Saint-Germain   | Saint-Germain-l’Aiguiller        | Commune nouvelle | Arrêté préfectoral du 19 novembre 2015          | 1er janvier 2016                       | Actuelle                 |
| Essarts-en-Bocage          | Boulogne                         | Commune nouvelle | Arrêté préfectoral du 5 octobre 2015            | 1er janvier 2016                       | Actuelle                 |
| Essarts-en-Bocage          | Les Essarts                      | Commune nouvelle | Arrêté préfectoral du 5 octobre 2015            | 1er janvier 2016                       | Actuelle                 |
| Essarts-en-Bocage          | L’Oie                            | Commune nouvelle | Arrêté préfectoral du 5 octobre 2015            | 1er janvier 2016                       | Obsolète                 |
| Essarts-en-Bocage          | Sainte-Florence                  | Commune nouvelle | Arrêté préfectoral du 5 octobre 2015            | 1er janvier 2016                       | Obsolète                 |
| Brem-sur-Mer               | Saint-Martin-de-Brem             | Simple           | Arrêté préfectoral du 10 avril 2000,            | 15 avril 2000                          | Actuelle                 |
| Brem-sur-Mer               | Saint-Nicolas-de-Brem            | Simple           | Arrêté préfectoral du 10 avril 2000,            | 15 avril 2000                          | Actuelle                 |
| La Bretonnière-la-Claye    | La Bretonnière                   | Commune associée | Arrêté préfectoral du 18 octobre 1999           | 1er janvier 2000                       | Actuelle                 |
| La Bretonnière-la-Claye    | La Claye                         | Commune associée | Arrêté préfectoral du 18 octobre 1999           | 1er janvier 2000                       | Actuelle                 |
| La Chaize-le-Vicomte       | La Chaize-le-Vicomte             | Simple           | Arrêté préfectoral du 2 décembre 1986,          | 1er janvier 1987                       | Actuelle                 |
| La Chaize-le-Vicomte       | La Limouzinière                  | Simple           | Arrêté préfectoral du 2 décembre 1986,          | 1er janvier 1987                       | Actuelle                 |
| La Caillère-Saint-Hilaire  | La Caillère                      | Commune associée | Arrêté préfectoral du 21 octobre 1974           | 1er janvier 1975                       | Actuelle                 |
| La Caillère-Saint-Hilaire  | Saint-Hilaire-du-Bois            | Commune associée | Arrêté préfectoral du 21 octobre 1974           | 1er janvier 1975                       | Actuelle                 |
| L’Aiguillon-la-Chaize      | L’Aiguillon-sur-Vie              | Commune associée | Arrêté préfectoral du 29 mars 1974              | 1er avril 1974                         | Obsolète                 |
| L’Aiguillon-la-Chaize      | La Chaize-Giraud                 | Commune associée | Arrêté préfectoral du 29 mars 1974              | 1er avril 1974                         | Obsolète                 |
| Brem-sur-Mer               | Saint-Martin-de-Brem             | Commune associée | Arrêté préfectoral du 28 décembre 1973          | 1er janvier 1974                       | Obsolète                 |
| Brem-sur-Mer               | Saint-Nicolas-de-Brem            | Commune associée | Arrêté préfectoral du 28 décembre 1973          | 1er janvier 1974                       | Obsolète                 |
| Mareuil-sur-Lay-Dissais    | Dissais                          | Commune associée | Arrêté préfectoral du 20 décembre 1973          | 1er janvier 1974                       | Actuelle                 |
| Mareuil-sur-Lay-Dissais    | Mareuil-sur-Lay                  | Commune associée | Arrêté préfectoral du 20 décembre 1973          | 1er janvier 1974                       | Actuelle                 |
| Saint-Vincent-sur-Graon    | Saint-Sornin                     | Commune associée | Arrêté préfectoral du 20 décembre 1973          | 1er janvier 1974                       | Actuelle                 |
| Saint-Vincent-sur-Graon    | Saint-Vincent-sur-Graon          | Commune associée | Arrêté préfectoral du 20 décembre 1973          | 1er janvier 1974                       | Actuelle                 |
| Talmont-Saint-Hilaire      | Saint-Hilaire-de-Talmont         | Simple           | Arrêté préfectoral du 27 décembre 1973          | 1er janvier 1974                       | Actuelle                 |
| Talmont-Saint-Hilaire      | Talmont                          | Simple           | Arrêté préfectoral du 27 décembre 1973          | 1er janvier 1974                       | Actuelle                 |
| La Chaize-le-Vicomte       | La Chaize-le-Vicomte             | Commune associée | Arrêté préfectoral du 7 mars 1973               | 1er avril 1973                         | Obsolète                 |
| La Chaize-le-Vicomte       | La Limouzinière                  | Commune associée | Arrêté préfectoral du 7 mars 1973               | 1er avril 1973                         | Obsolète                 |
| Benet                      | Benet                            | Commune associée | Arrêté préfectoral du 29 décembre 1972,         | 1er janvier 1973                       | Actuelle                 |
| Benet                      | Lesson                           | Commune associée | Arrêté préfectoral du 29 décembre 1972,         | 1er janvier 1973                       | Actuelle                 |
| Benet                      | Sainte-Christine                 | Commune associée | Arrêté préfectoral du 29 décembre 1972,         | 1er janvier 1973                       | Actuelle                 |
| Aizenay                    | Aizenay                          | Commune associée | Arrêté préfectoral du 18 septembre 1972         | 1er septembre 1972                     | Obsolète                 |
| Aizenay                    | La Chapelle-Palluau              | Commune associée | Arrêté préfectoral du 18 septembre 1972         | 1er septembre 1972                     | Obsolète                 |
| Bournezeau                 | Bournezeau                       | Commune associée | Arrêté préfectoral du 18 septembre 1972         | 1er octobre 1972                       | Actuelle                 |
| Bournezeau                 | Saint-Vincent-Puymaufrais        | Commune associée | Arrêté préfectoral du 18 septembre 1972         | 1er octobre 1972                       | Actuelle                 |
| Fontenay-le-Comte          | Fontenay-le-Comte                | Simple           | Arrêté préfectoral du 30 mai 1972               | 15 juin 1972                           | Actuelle                 |
| Fontenay-le-Comte          | Saint-Médard-des-Prés            | Simple           | Arrêté préfectoral du 30 mai 1972               | 15 juin 1972                           | Actuelle                 |
| Chantonnay                 | Chantonnay                       | Commune associée | Arrêté préfectoral du 17 mai 1972               | 1er juillet 1972                       | Actuelle                 |
| Chantonnay                 | Saint-Philbert-du-Pont-Charrault | Commune associée | Arrêté préfectoral du 17 mai 1972               | 1er juillet 1972                       | Actuelle                 |
| Sainte-Hermine             | Sainte-Hermine                   | Simple           | Arrêté préfectoral du 8 janvier 1971,           | 10 octobre 1971                        | Obsolète                 |
| Sainte-Hermine             | Simon-la-Vineuse                 | Simple           | Arrêté préfectoral du 8 janvier 1971,           | 10 octobre 1971                        | Obsolète                 |
| Foussais-Payré             | Foussais                         | Simple           | Arrêté préfectoral du 8 novembre 1968           | 23 janvier 1969                        | Actuelle                 |
| Foussais-Payré             | Payré-sur-Vendée                 | Simple           | Arrêté préfectoral du 8 novembre 1968           | 23 janvier 1969                        | Actuelle                 |
| Saint-Gilles-Croix-de-Vie  | Croix-de-Vie                     | Simple           | Arrêté préfectoral du 20 décembre 1966          | 23 janvier 1967                        | Actuelle                 |
| Saint-Gilles-Croix-de-Vie  | Saint-Gilles-sur-Vie             | Simple           | Arrêté préfectoral du 20 décembre 1966          | 23 janvier 1967                        | Actuelle                 |
| Fontenay-le-Comte          | Charzais                         | Simple           | Arrêté préfectoral du 3 juin 1966               | 1er janvier 1967                       | Actuelle                 |
| Fontenay-le-Comte          | Fontenay-le-Comte                | Simple           | Arrêté préfectoral du 3 juin 1966               | 1er janvier 1967                       | Actuelle                 |
| La Roche-sur-Yon           | Le Bourg-sous-la-Roche-sur-Yon   | Simple           | Arrêté préfectoral du 7 juillet 1964,           | 11 juillet 1964                        | Actuelle                 |
| La Roche-sur-Yon           | La Roche-sur-Yon                 | Simple           | Arrêté préfectoral du 7 juillet 1964,           | 11 juillet 1964                        | Actuelle                 |
| La Roche-sur-Yon           | Saint-André-d’Ornay              | Simple           | Arrêté préfectoral du 7 juillet 1964,           | 11 juillet 1964                        | Actuelle                 |
| Chantonnay                 | Chantonnay                       | Simple           | Arrêté préfectoral du 25 juin 1964,             | 1er juillet 1964                       | Actuelle                 |
| Chantonnay                 | Puybelliard                      | Simple           | Arrêté préfectoral du 25 juin 1964,             | 1er juillet 1964                       | Actuelle                 |
| Chantonnay                 | Saint-Mars-des-Prés              | Simple           | Arrêté préfectoral du 25 juin 1964,             | 1er juillet 1964                       | Actuelle                 |
| Les Herbiers               | Ardelay                          | Simple           | Arrêté préfectoral du 18 juin 1964              | 1er juillet 1964                       | Actuelle                 |
| Les Herbiers               | Les Herbiers                     | Simple           | Arrêté préfectoral du 18 juin 1964              | 1er juillet 1964                       | Actuelle                 |
| Mortagne-sur-Sèvre         | Évrunes                          | Simple           | Arrêté préfectoral du 2 juin 1964,              | 1er juillet 1964                       | Actuelle                 |
| Mortagne-sur-Sèvre         | Mortagne-sur-Sèvre               | Simple           | Arrêté préfectoral du 2 juin 1964,              | 1er juillet 1964                       | Actuelle                 |
| Mortagne-sur-Sèvre         | Saint-Hilaire-de-Mortagne        | Simple           | Arrêté préfectoral du 2 juin 1964,              | 1er juillet 1964                       | Actuelle                 |
| Les Herbiers               | Les Herbiers                     | Simple           | Arrêté préfectoral du 22 mai 1964               | 1er juin 1964                          | Actuelle                 |
| Les Herbiers               | Le Petit-Bourg-des-Herbiers      | Simple           | Arrêté préfectoral du 22 mai 1964               | 1er juin 1964                          | Actuelle                 |
| Mouzeuil-Saint-Martin      | Mouzeuil                         | Simple           | Arrêtés préfectoraux des 20 et 31 mars 1964     | 8 mai 1964                             | Actuelle                 |
| Mouzeuil-Saint-Martin      | Saint-Martin-sous-Mouzeuil       | Simple           | Arrêtés préfectoraux des 20 et 31 mars 1964     | 8 mai 1964                             | Actuelle                 |
| Talmont-Saint-Hilaire      | Saint-Hilaire-de-Talmont         | Simple           | Ordonnance royale du 11 mars 1834,              | Ordonnance royale du 11 mars 1834,     | Obsolète                 |
| Talmont-Saint-Hilaire      | Talmont                          | Simple           | Ordonnance royale du 11 mars 1834,              | Ordonnance royale du 11 mars 1834,     | Obsolète                 |
| Beaulieu-sous-Bourbon      | Beaulieu-sous-Bourbon            | Simple           | Ordonnance royale du 10 février 1834,           | Ordonnance royale du 10 février 1834,  | Obsolète                 |
| Beaulieu-sous-Bourbon      | Martinet                         | Simple           | Ordonnance royale du 10 février 1834,           | Ordonnance royale du 10 février 1834,  | Obsolète                 |
| Saint-Vincent-Puymaufrais  | Puymaufrais                      | Simple           | Ordonnance royale du 12 juin 1833               | Ordonnance royale du 12 juin 1833      | Obsolète                 |
| Saint-Vincent-Puymaufrais  | Saint-Vincent-Fort-du-Lay        | Simple           | Ordonnance royale du 12 juin 1833               | Ordonnance royale du 12 juin 1833      | Obsolète                 |
| La Ferrière                | L’Airière                        | Simple           | Ordonnance royale du 20 septembre 1828          | Ordonnance royale du 20 septembre 1828 | Actuelle                 |
| La Ferrière                | La Ferrière                      | Simple           | Ordonnance royale du 20 septembre 1828          | Ordonnance royale du 20 septembre 1828 | Actuelle                 |
| Marsais-Sainte-Radégonde   | Marsais                          | Simple           | Ordonnance royale du 20 février 1828            | Ordonnance royale du 20 février 1828   | Actuelle                 |
| Marsais-Sainte-Radégonde   | Sainte-Radégonde-la-Vineuse      | Simple           | Ordonnance royale du 20 février 1828            | Ordonnance royale du 20 février 1828   | Actuelle                 |
| Saint-Hilaire-des-Loges    | Saint-Étienne-des-Loges          | Simple           | Ordonnance royale du 20 février 1828            | Ordonnance royale du 20 février 1828   | Actuelle                 |
| Saint-Hilaire-des-Loges    | Saint-Hilaire-sur-l’Autise       | Simple           | Ordonnance royale du 20 février 1828            | Ordonnance royale du 20 février 1828   | Actuelle                 |
| Simon-la-Vineuse           | Le Simon                         | Simple           | Ordonnance royale du 20 février 1828            | Ordonnance royale du 20 février 1828   | Obsolète                 |
| Simon-la-Vineuse           | La Vineuse                       | Simple           | Ordonnance royale du 20 février 1828            | Ordonnance royale du 20 février 1828   | Obsolète                 |
| Saint-Juire-Champgillon    | Champgillon                      | Simple           | Ordonnance royale du 19 décembre 1827           | Ordonnance royale du 19 décembre 1827  | Actuelle                 |
| Saint-Juire-Champgillon    | Saint-Juire-la-Plaine            | Simple           | Ordonnance royale du 19 décembre 1827           | Ordonnance royale du 19 décembre 1827  | Actuelle                 |
| Xanton-Chassenon           | Chassenon                        | Simple           | Ordonnance royale du 12 décembre 1827           | Ordonnance royale du 12 décembre 1827  | Actuelle                 |
| Xanton-Chassenon           | Xanton                           | Simple           | Ordonnance royale du 12 décembre 1827           | Ordonnance royale du 12 décembre 1827  | Actuelle                 |
| Bouillé-Courdault          | Bouillé                          | Simple           | Ordonnance royale du 6 décembre 1827            | Ordonnance royale du 6 décembre 1827   | Actuelle                 |
| Bouillé-Courdault          | Courdault                        | Simple           | Ordonnance royale du 6 décembre 1827            | Ordonnance royale du 6 décembre 1827   | Actuelle                 |
| Nieul-Denant               | Denant                           | Simple           | Ordonnance royale du 3 octobre 1827             | Ordonnance royale du 3 octobre 1827    | Obsolète                 |
| Nieul-Denant               | Nieul-sur-l’Autise               | Simple           | Ordonnance royale du 3 octobre 1827             | Ordonnance royale du 3 octobre 1827    | Obsolète                 |
| Thouarsais-Bouildroux      | Bouildroux                       | Simple           | Ordonnance royale du 3 octobre 1827             | Ordonnance royale du 3 octobre 1827    | Actuelle                 |
| Thouarsais-Bouildroux      | Thouarsais                       | Simple           | Ordonnance royale du 3 octobre 1827             | Ordonnance royale du 3 octobre 1827    | Actuelle                 |
| Le Bourg-sous-Bourbon      | Le Bourg-sous-Bourbon            | Simple           | Ordonnance royale du 21 août 1827               | Ordonnance royale du 21 août 1827      | Obsolète                 |
| Le Bourg-sous-Bourbon      | Château-Fromage                  | Simple           | Ordonnance royale du 21 août 1827               | Ordonnance royale du 21 août 1827      | Obsolète                 |
| Château-Guibert            | Bellenoue                        | Simple           | Ordonnance royale du 21 août 1827,              | Ordonnance royale du 21 août 1827,     | Actuelle                 |
| Château-Guibert            | Corbaon                          | Simple           | Ordonnance royale du 21 août 1827,              | Ordonnance royale du 21 août 1827,     | Actuelle                 |
| Château-Guibert            | Château-Guibert                  | Simple           | Ordonnance royale du 21 août 1827,              | Ordonnance royale du 21 août 1827,     | Actuelle                 |
| Mareuil                    | Beaulieu-sur-Mareuil             | Simple           | Ordonnance royale du 21 août 1827,              | Ordonnance royale du 21 août 1827,     | Obsolète                 |
| Mareuil                    | Mareuil                          | Simple           | Ordonnance royale du 21 août 1827,              | Ordonnance royale du 21 août 1827,     | Obsolète                 |
| Mareuil                    | Saint-André-sur-Mareuil          | Simple           | Ordonnance royale du 21 août 1827,              | Ordonnance royale du 21 août 1827,     | Obsolète                 |
| Sigournais                 | Chassais-l’Église                | Simple           | Ordonnance royale du 21 août 1827               | Ordonnance royale du 21 août 1827      | Actuelle                 |
| Sigournais                 | Sigournais                       | Simple           | Ordonnance royale du 21 août 1827               | Ordonnance royale du 21 août 1827      | Actuelle                 |
| Rocheservière              | La Grolle                        | Simple           | Ordonnance royale du 5 août 1827,               | Ordonnance royale du 5 août 1827,      | Actuelle                 |
| Rocheservière              | Rocheservière                    | Simple           | Ordonnance royale du 5 août 1827,               | Ordonnance royale du 5 août 1827,      | Actuelle                 |
| Rocheservière              | Saint-Christophe-la-Chartreuse   | Simple           | Ordonnance royale du 5 août 1827,               | Ordonnance royale du 5 août 1827,      | Actuelle                 |
| Challans                   | Challans                         | Simple           | Ordonnance royale du 11 juillet 1827            | Ordonnance royale du 11 juillet 1827   | Actuelle                 |
| Challans                   | Coudrie                          | Simple           | Ordonnance royale du 11 juillet 1827            | Ordonnance royale du 11 juillet 1827   | Actuelle                 |
| La Meilleraie-Tillay       | La Meilleraie                    | Simple           | Ordonnance royale du 11 juin 1827               | Ordonnance royale du 11 juin 1827      | Actuelle                 |
| La Meilleraie-Tillay       | Tillay                           | Simple           | Ordonnance royale du 11 juin 1827               | Ordonnance royale du 11 juin 1827      | Actuelle                 |
| Tallud-Sainte-Gemme        | Sainte-Gemme-des-Bruyères        | Simple           | Ordonnance royale du 17 avril 1827              | Ordonnance royale du 17 avril 1827     | Actuelle                 |
| Tallud-Sainte-Gemme        | Tallud                           | Simple           | Ordonnance royale du 17 avril 1827              | Ordonnance royale du 17 avril 1827     | Actuelle                 |
| Faymoreau-Puy-de-Serre     | Faymoreau                        | Simple           | Ordonnance royale du 20 février 1827            | Ordonnance royale du 20 février 1827   | Obsolète                 |
| Faymoreau-Puy-de-Serre     | Puy-de-Serre                     | Simple           | Ordonnance royale du 20 février 1827            | Ordonnance royale du 20 février 1827   | Obsolète                 |
| Les Châtelliers-Châteaumur | Châteaumur                       | Simple           | Ordonnance royale du 22 juin 1825               | Ordonnance royale du 22 juin 1825      | Obsolète                 |
| Les Châtelliers-Châteaumur | Les Châtelliers                  | Simple           | Ordonnance royale du 22 juin 1825               | Ordonnance royale du 22 juin 1825      | Obsolète                 |
| Pouzauges                  | Pouzauges                        | Simple           | Ordonnance royale du 26 décembre 1822           | Ordonnance royale du 26 décembre 1822  | Actuelle                 |
| Pouzauges                  | Le Vieux-Pouzauges               | Simple           | Ordonnance royale du 26 décembre 1822           | Ordonnance royale du 26 décembre 1822  | Actuelle                 |
| Les Pineaux-Saint-Ouen     | Les Pineaux                      | Simple           | 1820                                            | 1820                                   | Actuelle                 |
| Les Pineaux-Saint-Ouen     | Saint-Ouen-des-Gâts              | Simple           | 1820                                            | 1820                                   | Actuelle                 |
| Sainte-Hermine             | Saint-Hermand                    | Simple           | Décret impérial du 16 juin 1808                 | Décret impérial du 16 juin 1808        | Obsolète                 |
| Sainte-Hermine             | Sainte-Hermine                   | Simple           | Décret impérial du 16 juin 1808                 | Décret impérial du 16 juin 1808        | Obsolète                 |
| Beauvoir                   | Beauvoir                         | Simple           | 1er vendémiaire an IX                           | 1er vendémiaire an IX                  | Actuelle                 |
| Beauvoir                   | La Crosnière                     | Simple           | 1er vendémiaire an IX                           | 1er vendémiaire an IX                  | Actuelle                 |
| La Chapelle-Palluau        | La Chapelle-Palluau              | Simple           | 1er vendémiaire an IX                           | 1er vendémiaire an IX                  | Obsolète                 |
| La Chapelle-Palluau        | Saint-Paul-Mont-Penit            | Simple           | 1er vendémiaire an IX                           | 1er vendémiaire an IX                  | Obsolète                 |
| Apremont                   | Apremont                         | Simple           | Prairial an VIII,                               | Prairial an VIII,                      | Obsolète                 |
| Apremont                   | Les Habites                      | Simple           | Prairial an VIII,                               | Prairial an VIII,                      | Obsolète                 |
| Apremont                   | Maché                            | Simple           | Prairial an VIII,                               | Prairial an VIII,                      | Obsolète                 |
| Noirmoutier                | Barbâtre                         | Simple           | Loi du 21 ventôse an VII                        | Loi du 21 ventôse an VII               | Obsolète                 |
| Noirmoutier                | Noirmoutier                      | Simple           | Loi du 21 ventôse an VII                        | Loi du 21 ventôse an VII               | Obsolète                 |
| Saint-Hilaire-de-Voust     | Marillet                         | Simple           | An VII                                          | An VII                                 | Obsolète                 |
| Saint-Hilaire-de-Voust     | Saint-Hilaire-de-Voust           | Simple           | An VII                                          | An VII                                 | Obsolète                 |
| Les Lucs                   | Le Grand-Luc                     | Simple           | An V                                            | An V                                   | Actuelle                 |
| Les Lucs                   | Le Petit-Luc                     | Simple           | An V                                            | An V                                   | Actuelle                 |
| La Chaize-le-Vicomte       | Saint-Jean-de-la-Chaize          | Simple           | An V                                            | An V                                   | Obsolète                 |
| La Chaize-le-Vicomte       | Saint-Nicolas-de-la-Chaize       | Simple           | An V                                            | An V                                   | Obsolète                 |
| Talmont                    | Saint-Hilaire-de-Talmont         | Simple           | Ventôse an III                                  | Ventôse an III                         | Obsolète                 |
| Talmont                    | Talmont                          | Simple           | Ventôse an III                                  | Ventôse an III                         | Obsolète                 |
| Saint-Pierre-le-Vieux      | Challais                         | Simple           | 1792                                            | 1792                                   | Actuelle                 |
| Saint-Pierre-le-Vieux      | Saint-Pierre-le-Vieux            | Simple           | 1792                                            | 1792                                   | Actuelle                 |
| Saint-Martin-des-Noyers    | La Grève                         | Simple           | 1791                                            | 1791                                   | Actuelle                 |
| Saint-Martin-des-Noyers    | Saint-Martin-des-Noyers          | Simple           | 1791                                            | 1791                                   | Actuelle                 |

| Type de régime de fusion - Commune issue d’une ou plusieurs fusions simples - Commune issue d’une fusion sous le régime de l’association - Commune issue d’une fusion sous le régime de la commune nouvelle - Commune n’étant pas actuellement issue d’une fusion |
| Cumul de régimes de fusion - Commune issue d’une ou plusieurs fusions simples et d’une autre sous le régime de l’association - Commune issue d’une ou plusieurs fusions simples et d’une autre sous le régime de la communes nouvelle                             |
| Transformation des régimes - Commune issue d’une fusion sous le régime de l’association transformée en fusion simple - Commune nouvelle dont les communes déléguées ont été dissoutes                                                                             |

### Restaurations

Carte présentant les communes concernées par des restaurations selon le type de régime de fusion (1 janvier 2025).

| Communes restaurées      | Commune supprimée      | Ancien régime    | Décision                               | Date d’effet              | Situation administrative |
| ------------------------ | ---------------------- | ---------------- | -------------------------------------- | ------------------------- | ------------------------ |
| L’Oie                    | Essarts-en-Bocage      | Commune nouvelle | Arrêté préfectoral du 19 octobre 2023  | 1er janvier 2024          | Actuelle                 |
| Sainte-Florence          | Essarts-en-Bocage      | Commune nouvelle | Arrêté préfectoral du 19 octobre 2023  | 1er janvier 2024          | Actuelle                 |
| L’Aiguillon-sur-Vie      | L’Aiguillon-la-Chaize  | Commune associée | Arrêté préfectoral du 14 décembre 1984 | 1er janvier 1985          | Actuelle                 |
| La Chaize-Giraud         | L’Aiguillon-la-Chaize  | Commune associée | Arrêté préfectoral du 14 décembre 1984 | 1er janvier 1985          | Actuelle                 |
| Aizenay                  | Aizenay                | Commune associée | Arrêté préfectoral du 31 mai 1979      | 31 mai 1979               | Actuelle                 |
| La Chapelle-Palluau      | Aizenay                | Commune associée | Arrêté préfectoral du 31 mai 1979      | 31 mai 1979               | Actuelle                 |
| Faymoreau                | Faymoreau-Puy-de-Serre | Simple           | Décret du 19 février 1883              | Décret du 19 février 1883 | Actuelle                 |
| Puy-de-Serre             | Faymoreau-Puy-de-Serre | Simple           | Décret du 19 février 1883              | Décret du 19 février 1883 | Actuelle                 |
| Noirmoutier              | Noirmoutier            | Simple           | Loi du 21 mai 1858                     | Loi du 21 mai 1858        | Obsolète                 |
| Barbâtre                 | Noirmoutier            | Simple           | Loi du 21 mai 1858                     | Loi du 21 mai 1858        | Actuelle                 |
| Saint-Hilaire-de-Talmont | Talmont-Saint-Hilaire  | Simple           | Loi du 24 octobre 1849                 | Loi du 24 octobre 1849    | Obsolète                 |
| Talmont                  | Talmont-Saint-Hilaire  | Simple           | Loi du 24 octobre 1849                 | Loi du 24 octobre 1849    | Obsolète                 |
| Beaulieu-sous-Bourbon    | Beaulieu-sous-Bourbon  | Simple           | Loi du 24 décembre 1834                | Loi du 24 décembre 1834   | Actuelle                 |
| Martinet                 | Beaulieu-sous-Bourbon  | Simple           | Loi du 24 décembre 1834                | Loi du 24 décembre 1834   | Actuelle                 |
| Apremont                 | Apremont               | Simple           | 1806                                   | 1806                      | Actuelle                 |
| Maché                    | Apremont               | Simple           | 1806                                   | 1806                      | Actuelle                 |
| Marillet                 | Saint-Hilaire-de-Voust | Simple           | An XIII                                | An XIII                   | Actuelle                 |
| Saint-Hilaire-de-Voust   | Saint-Hilaire-de-Voust | Simple           | An XIII                                | An XIII                   | Actuelle                 |
| La Chapelle-Palluau      | La Chapelle-Palluau    | Simple           | An XII                                 | An XII                    | Actuelle                 |
| Saint-Paul-Mont-Penit    | La Chapelle-Palluau    | Simple           | An XII                                 | An XII                    | Actuelle                 |
| Saint-Hilaire-de-Talmont | Talmont                | Simple           | Floréal an IV                          | Floréal an IV             | Obsolète                 |
| Talmont                  | Talmont                | Simple           | Floréal an IV                          | Floréal an IV             | Obsolète                 |

| Type de restauration selon le régime de fusion - Commune ou territoire d’une ancienne communes ayant été restaurés à la suite d’une fusion simple - Commune ayant été restaurée à la suite d’une fusion sous le régime de l’association - Commune ayant été restaurée à la suite d’une fusion sous le régime de la commune nouvelle |
| Cumul de fusions et restaurations - Commune ayant été restaurée à la suite d’une fusion simple et d’une autre sous le régime de l’association |
| Autres cas - Commune issue d’une fusion dont le territoire d’une ancienne commune a déjà été restauré - Commune n’ayant actuellement pas été restaurée |

## Autres transformations des limites communales

### Créations de communes distinctes

Carte présentant les communes concernées par des créations de communes (1 janvier 2025).

| Commune créée     | Commune amputée             | Décision                  | Date d’effet              | Situation administrative |
| ----------------- | --------------------------- | ------------------------- | ------------------------- | ------------------------ |
| La Faute-sur-Mer  | La Tranche-sur-Mer          | Loi du 23 avril 1953      | 15 janvier 1954           | Obsolète                 |
| L’Épine           | Noirmoutier                 | Loi du 15 septembre 1919, | Loi du 15 septembre 1919, | Actuelle                 |
| La Guérinière     | Noirmoutier                 | Loi du 15 septembre 1919, | Loi du 15 septembre 1919, | Actuelle                 |
| La Taillée        | Vouillé-les-Marais          | Loi du 9 avril 1906       | Loi du 9 avril 1906       | Actuelle                 |
| L’Oie             | Sainte-Florence-de-l’Oie    | Loi du 7 mars 1895,       | Loi du 7 mars 1895,       | Actuelle                 |
| Moreilles         | Champagné                   | Loi du 18 janvier 1893    | Loi du 18 janvier 1893    | Actuelle                 |
| Moreilles         | Sainte-Radégonde-des-Noyers | Loi du 18 janvier 1893    | Loi du 18 janvier 1893    | Actuelle                 |
| Le Mazeau         | Saint-Sigismond             | Loi du 19 juin 1889       | Loi du 19 juin 1889       | Actuelle                 |
| Saint-Mathurin    | La Chapelle-Achard          | Loi du 21 mars 1873       | Loi du 21 mars 1873       | Actuelle                 |
| La Barre-de-Monts | Notre-Dame-de-Monts         | Loi du 23 avril 1853      | Loi du 23 avril 1853      | Actuelle                 |

| Communes bénéficiaires d’une création - Commune créée à partir d’une autre - Territoire comprenant celui d’une ancienne commune ayant été créée à partir d’une autre                                               |
| Communes amputées d’une partie de leur territoire - Commune ayant été amputée d’une partie de son territoire - Territoire comprenant celui d’une ancienne commune ayant été amputée d’une partie de son territoire |
| Autres cas - Commune n’ayant actuellement pas été créée ni amputée de son territoire au profit d’une autre |

### Transferts de territoires
| Commune bénéficiaire    | Commune amputée          | Décision                                                                 | Date d’effet     |
| ----------------------- | ------------------------ | ------------------------------------------------------------------------ | ---------------- |
| Saint-Denis-la-Chevasse | Chauché                  | Décrets du 28 janvier et du 10 mai 1977,                                 | Inconnue         |
| Venansault              | La Roche-sur-Yon         | Arrêtés préfectoraux des 5 janvier et 18 août 1967 et du 23 janvier 1970 | Inconnue         |
| La Roche-sur-Yon        | Venansault               | Arrêtés préfectoraux des 5 janvier et 18 août 1967 et du 23 janvier 1970 | Inconnue         |
| L’Herbergement          | Les Brouzils             | Décret du 3 décembre 1966                                                | Inconnue         |
| La Guyonnière           | Treize-Septiers          | Arrêté préfectoral du 5 avril 1965                                       | Inconnue         |
| Treize-Septiers         | La Guyonnière            | Arrêté préfectoral du 5 avril 1965                                       | Inconnue         |
| Bourneau                | Sérigné                  | Arrêté préfectoral du 1er mars 1965                                      | Inconnue         |
| Montaigu                | Saint-Hilaire-de-Loulay  | Décret du 9 octobre 1961                                                 | Inconnue         |
| Le Langon               | Petosse                  | Arrêté préfectoral du 23 mai 1960                                        | Inconnue         |
| Petosse                 | Le Langon                | Arrêté préfectoral du 23 mai 1960                                        | Inconnue         |
| Barbâtre                | Noirmoutier              | Loi du 15 septembre 1919                                                 | Inconnue         |
| Montaigu                | Saint-Hilaire-de-Loulay  | Décret du 17 février 1891                                                | Inconnue         |
| L’Aiguillon-sur-Mer     | Grues                    | Inconnu                                                                  | 1er janvier 1883 |
| Legé                    | Les Lucs                 | Loi du 12 juin 1861                                                      | Inconnue         |
| Legé                    | Grand’Landes             | Loi du 12 juin 1861                                                      | Inconnue         |
| Touvois                 | Grand’Landes             | Loi du 12 juin 1861                                                      | Inconnue         |
| Nieul-sur-l’Autise      | Saint-Pierre-le-Vieux    | Loi du 29 mai 1861.                                                      | Inconnue         |
| Talmont                 | Saint-Hilaire-de-Talmont | Loi du 25 juillet 1860                                                   | Inconnue         |
| Saint-Gilles-sur-Vie    | Bretignolles             | Décret du 27 janvier 1855                                                | Inconnue         |
| Napoléon-Vendée         | Saint-André-d’Ornay      | Loi du 29 juin 1854                                                      | Inconnue         |
| Chambretaud             | La Verrie                | Loi du 20 avril 1854                                                     | Inconnue         |
| Grues                   | Angles                   | Loi du 2 novembre 1849                                                   | Inconnue         |
| Belleville              | Beaufou                  | Loi du 15 février 1849                                                   | Inconnue         |
| Belleville              | Le Poiré-sous-Napoléon   | Loi du 15 février 1849                                                   | Inconnue         |
| Les Sables-d’Olonne     | Château-d’Olonne         | Ordonnance royale du 5 août 1844                                         | Inconnue         |
| Les Sables-d’Olonne     | Olonne                   | Ordonnance royale du 5 août 1844                                         | Inconnue         |
| Saint-Laurent-sur-Sèvre | Treize-Vents             | Ordonnance royale du 22 mars 1835                                        | Inconnue         |
| Chantonnay              | Saint-Hilaire-le-Vouhis  | Ordonnance royale du 7 décembre 1827                                     | Inconnue         |

## Changements de noms

### Dénominations adoptées à partir de l’anX(depuis 1801)
| Nom                                 | Ancien nom                     | Décision                                  | Date d’effet                       |
| ----------------------------------- | ------------------------------ | ----------------------------------------- | ---------------------------------- |
| La Genétouze                        | La Génétouze                   | Décret du 7 février 2017                  | 10 février 2017                    |
| Longeville-sur-Mer                  | Longeville                     | Décret du 13 avril 1983                   | 17 avril 1983                      |
| Poiroux                             | Le Poiroux                     | Décret du 14 novembre 1967                | 20 novembre 1967                   |
| Beauvoir-sur-Mer                    | Beauvoir                       | Décret du 20 décembre 1956                | 27 décembre 1956                   |
| Champagné-les-Marais                | Champagné                      | Décret du 20 décembre 1956                | 27 décembre 1956                   |
| Dompierre-sur-Yon                   | Dompierre                      | Décret du 20 décembre 1956                | 27 décembre 1956                   |
| Les Magnils-Reigniers               | Les Magnils                    | Décret du 20 décembre 1956                | 27 décembre 1956                   |
| Mareuil-sur-Lay                     | Mareuil                        | Décret du 20 décembre 1956                | 27 décembre 1956                   |
| Mortagne-sur-Sèvre                  | Mortagne                       | Décret du 20 décembre 1956                | 27 décembre 1956                   |
| Noirmoutier-en-l’Île                | Noirmoutier                    | Décret du 20 décembre 1956                | 27 décembre 1956                   |
| La Pommeraie-sur-Sèvre              | La Pommeraie                   | Décret du 20 décembre 1956                | 27 décembre 1956                   |
| Notre-Dame-de-Riez                  | Riez                           | Décret du 20 décembre 1956                | 27 décembre 1956                   |
| La Tranche-sur-Mer                  | La Tranche                     | Décret du 7 août 1938                     |                                    |
| Jard-sur-Mer                        | Jard                           | Décret du 25 juin 1938                    |                                    |
| Saint-Martin-des-Tilleuls           | Saint-Martin-Lars-en-Tiffauges | Décret du 27 juin 1931                    |                                    |
| Olonne-sur-Mer                      | Olonne                         | Décret du 20 janvier 1928                 |                                    |
| Bretignolles-sur-Mer                | Bretignolles                   | Décret du 23 juillet 1919                 |                                    |
| Corpe                               | Corps                          | Décret du 1er janvier 1919                |                                    |
| Le Bourg-sous-la-Roche-sur-Yon      | Le Bourg-sous-la-Roche         | 1896                                      |                                    |
| Les Lucs-sur-Boulogne               | Les Lucs                       | Décret du 17 juin 1891                    |                                    |
| Belleville-sur-Vie                  | Belleville                     | Décret du 26 septembre 1887               |                                    |
| Le Bourg-sous-la-Roche              | Le Bourg-sous-Napoléon         | 1872                                      |                                    |
| Le Poiré-sur-Vie                    | Le Poiré-sous-Napoléon         | Décrét du 20 janvier 1871                 | 28 janvier 1871                    |
| La Roche-sur-Yon                    | Napoléon-Vendée                | Décret du 27 septembre 1870               |                                    |
| Le Bourg-sous-Napoléon              | Le Bourg-sous-Bourbon          | 1856                                      |                                    |
| Napoléon-Vendée                     | Bourbon-Vendée                 | Décret du 18 mars 1848                    |                                    |
| Saint-Martin-Lars-en-Sainte-Hermine | Saint-Martin-Lars              | 1846                                      |                                    |
| L’Aiguillon-sur-Mer                 | L’Aiguillon                    | 1846                                      |                                    |
| Nieul-sur-l’Autise                  | Nieul-Denant                   | Ordonnance royale du 7 avril 1840,        |                                    |
| Le Bourg-sous-Bourbon               | Le Bourg                       | 1821                                      |                                    |
| Bourbon-Vendée                      | Napoléon-Vendée                | Juin 1815                                 |                                    |
| Napoléon-Vendée                     | Bourbon-Vendée                 | Décret du 14 avril 1815                   |                                    |
| Bourbon-Vendée                      | La Roche-sur-Yon               | 28 avril 1814                             |                                    |
| La Roche-sur-Yon                    | Napoléon                       | Avril 1814                                |                                    |
| Saint-Benoist-sur-Mer               | Saint-Benoist                  | 21 avril 1811                             |                                    |
| Napoléon                            | La Roche-sur-Yon               | Décret du 5 prairial an XII (25 mai 1804) | 10 fructidor an XII (28 août 1804) |

### Dénominations de l’arrêté du 9 brumaire anX(31 octobre 1801)
L’arrêté du 9 brumaire an X portant réduction des justices de paix du département de la Vendée est le premier texte législatif de la Révolution qui prescrit une appellation officielle à chaque commune, conformément à l’arrêté du 9 fructidor an IX (27 août 1801) relatif à la dénomination des communes et des arrondissements de justice de paix.
| Nom                | Ancien nom          |
| ------------------ | ------------------- |
| Hilaire-de-Talmont | Hilaire-sur-Talmont |
| Talmont            | Talmond             |

### Dénominations dites « révolutionnaires »
| Nom                          | Ancien nom                  | Décision | Date d’effet |
| ---------------------------- | --------------------------- | -------- | ------------ |
| L’Aiguiller-sur-Maine        | Saint-Germain-Leguillier    |          |              |
| Aubin-la-Pierre              | Saint-Aubin                 |          |              |
| Basse-Chaize                 | Saint-Jean-de-la-Chaize     |          |              |
| Beau-Séjour                  | Château-d’Ollonne           |          |              |
| Beauvallon-sur-Sèvre         | Saint-Mesmin                |          |              |
| Belle-Chasse                 | La Chapelle-Achard          |          |              |
| Bellevue                     | Saint-Nicolas-de-Brem       |          |              |
| Bellevue                     | Chapelle-aux-Lys            |          |              |
| Beugné-en-Plaine             | Bengné-de-la-Plaine         |          |              |
| Les Bois                     | Saint-Sernin                |          |              |
| Bois-Milon                   | Saint-Florent-des-Bois      |          |              |
| Bon-Marais                   | Saint-Benoist               |          |              |
| Bonfond                      | Le Bernard                  |          |              |
| Bonne-Lande                  | Landeronde                  |          |              |
| Les Bruyères                 | Sainte-Gemme-des-Bruyères   |          |              |
| Champ-Perdu                  | Champ-Saint-Père            |          |              |
| Carrière-Grison              | Saint-Georges-de-Pointidoux |          |              |
| Chemin-sur-le-Lay            | Saint-Pierre-du-Chemin      |          |              |
| Christophe-près-la-Boulogne  | Saint-Christophe            |          |              |
| La Courageuse                | Saint-Hilaire-du-Bois       |          |              |
| Le Désert                    | Sainte-Foy                  |          |              |
| Les Deux-Rives               | Saint-Pexine                |          |              |
| La Draperie                  | Saint-Prouent               |          |              |
| Falerne                      | Longeville                  |          |              |
| La Fertile                   | Saint-Sulpice               |          |              |
| Fond-Guibert                 | Château-Guibert             |          |              |
| Fontenay-le-Peuple           | Fontenay-le-Comte           |          |              |
| Fort-du-Lay                  | Saint-Vincent-Fort-du-Lay   |          |              |
| Les Fromages                 | Château-Fromage             |          |              |
| Fulgent-les-Bois             | Saint-Fulgent               |          |              |
| Les Gâts                     | Saint-Ouen-des-Gâts         |          |              |
| Les Gâts                     | Saint-Cyr-des-Gâts          |          |              |
| Goule-d’Oie                  | Saint-André-Gouldoye        |          |              |
| Le Goulet                    | Vincent-sur-Jard            |          |              |
| Grands-Monts                 | Saint-Jean-de-Mont          |          |              |
| Le Graon                     | Saint-Vincent-sur-Graon     |          |              |
| Le Gravereau                 | Saint-Vincent-Desterlange   |          |              |
| Haute-Chaize                 | Saint-Nicolas-de-la-Chaize  |          |              |
| Haute-Plaine                 | Saint-Cir                   |          |              |
| Havre-de-Vie                 | Croix-de-Vie                |          |              |
| Havre-Fidèle                 | Saint-Martin-de-Brem        |          |              |
| L’Hébergement-Idreau         | Sainte-Florence             |          |              |
| Hermand-le-Guerrier          | Saint-Hermant               |          |              |
| Hermine-sur-Smagne           | Sainte-Hermine              |          |              |
| Île-de-la-Montagne           | Noirmoutiers                |          |              |
| Île-de-la-Réunion            | L’Isle-Dieu                 |          |              |
| Île-Marat                    | Bouin                       |          |              |
| Jard-la-Montagne             | Jard                        |          |              |
| Josnay                       | La Chapelle-le-Hermier      |          |              |
| Landes                       | Saint-Jullien-des-Landes    |          |              |
| Lars-la-Valeur               | Saint-Martin-Lars           |          |              |
| Libre-Mur                    | Châteaumur                  |          |              |
| Le Ligneron                  | Saint-Christophe            |          |              |
| Louvetière                   | Sainte-Flaive               |          |              |
| Les Minéraux                 | Saint-André-Dornai          |          |              |
| Le Mont-Mercure              | Saint-Michel                |          |              |
| Mouilleron-le-Libre          | Mouilleron                  |          |              |
| Les Moutiers-Fidèles         | Moutiers-les-Maufaits       |          |              |
| Les Noues                    | Saint-Maurice-des-Noues     |          |              |
| Les Noyers                   | Saint-Martin-des-Noyers     |          |              |
| Les Palières                 | Saint-Avaugour              |          |              |
| Petit-Lay                    | Sainte-Cécile               |          |              |
| Les Petits-Herbiers          | Notre-Dame-des-Herbiers     |          |              |
| Le Pontreau                  | Saint-Hilaire-de-Vons       |          |              |
| Port-Fidèle                  | Saint-Gilles                |          |              |
| Pouzauges-la-Montagne        | Pouzanges-la-Ville          |          |              |
| Pouzauges-la-Vallée          | Pouzanges-le-Bourg          |          |              |
| La Prairiale                 | Saint-Mars-des-Prés         |          |              |
| Prinçay-le-Vineux            | Saint-Germain-le-Princais   |          |              |
| La Résolue                   | Saint-Philbert              |          |              |
| La Regénérée                 | Saint-Paul-en-Pareds        |          |              |
| La Révolution                | Saint-Hillaire-de-Riez      |          |              |
| Rocher-de-la-sans-Culotterie | L’Isle-Dieu                 |          |              |
| La Salle                     | Saint-Laurent-de-la-Salle   |          |              |
| Sigismond-les-Marais         | Saint-Sigismond             |          |              |
| La Smagne                    | Saint-Juire                 |          |              |
| Treize-Voies                 | Saint-André-Treize-Voies    |          |              |
| Le Tanès                     | Hilaire-sur-Talmont         |          |              |
| L’Union-sur-Mer              | Saint-Michel-en-l’Herm      |          |              |
| Le Val-la-Réorthe            | Saint-Mars-le-Reorthé       |          |              |
| Vaugirard                    | Saint-Maurice-le-Girard     |          |              |
| La Vineuse-en-Plaine         | Hilaire-la-Forest           |          |              |
| Vigneron                     | Mareuil                     |          |              |
| Le Vouray                    | Saint-Hilaire-le-Vouhis     |          |              |

## Statuts particuliers

### Communes associées

Carte présentant les communes concernées par le régime de l’association (1 janvier 2023).

| Nom                              | Décision                                | Période d’effet                     | Commune                   |
| -------------------------------- | --------------------------------------- | ----------------------------------- | ------------------------- |
| Saint-Philbert-du-Pont-Charrault | Arrêté préfectoral du 17 mai 1972       | Depuis le 1er juillet 1972          | Chantonnay                |
| La Chapelle-Palluau              | Arrêté préfectoral du 18 septembre 1972 | 1er septembre 1972 — 31 mai 1979    | Aizenay                   |
| Saint-Vincent-Puymaufrais        | Arrêté préfectoral du 18 septembre 1972 | Depuis le 1er octobre 1972          | Bournezeau                |
| Lesson                           | Arrêté préfectoral du 29 décembre 1972, | Depuis le 1er janvier 1973          | Benet                     |
| Sainte-Christine                 | Arrêté préfectoral du 29 décembre 1972, | Depuis le 1er janvier 1973          | Benet                     |
| La Limouzinière                  | Arrêté préfectoral du 7 mars 1973       | 1er janvier 1973 — 31 décembre 1986 | La Chaize-le-Vicomte      |
| Dissais                          | Arrêté préfectoral du 20 décembre 1973  | Depuis le 1er janvier 1974          | Mareuil-sur-Lay-Dissais   |
| Saint-Sornin                     | Arrêté préfectoral du 20 décembre 1973  | Depuis le 1er janvier 1974          | Saint-Vincent-sur-Graon   |
| Saint-Nicolas-de-Brem            | Arrêté préfectoral du 28 décembre 1973  | 1er janvier 1974 — 14 janvier 2000  | Brem-sur-Mer              |
| La Chaize-Giraud                 | Arrêté préfectoral du 29 mars 1974      | 1er avril 1974 — 31 décembre 1984   | L’Aiguillon-la-Chaize     |
| Saint-Hilaire-du-Bois            | Arrêté préfectoral du 21 octobre 1974   | Depuis le 1er janvier 1975          | La Caillère-Saint-Hilaire |
| La Claye                         | Arrêté préfectoral du 18 octobre 1999   | Depuis le 1er janvier 2000          | La Bretonnière-la-Claye   |

| Régime de l’association - Commune soumise au régime de l’association (7 communes) - Commune ayant été soumise au régime de l’association (6 communes) - Commune n’ayant jamais été soumise au régime de l’association (242 communes)                               |
| Territoire des communes associées - Territoire d’une commune associée actuelle (8 communes associées) - Territoire d’une commune associée dissoute par fusion simple (2 anciennes communes) - Territoire d’une commune associée dissoute par défusion (2 communes) |

### Communes déléguées

Carte présentant les communes concernées par le régime de la commune nouvelle (1 janvier 2025).

| Nom                        | Décision                                        | Période d’effet                     | Commune nouvelle          |
| -------------------------- | ----------------------------------------------- | ----------------------------------- | ------------------------- |
| Boulogne                   | Arrêté préfectoral du 5 octobre 2015            | Depuis le 1er janvier 2016          | Essarts-en-Bocage         |
| Les Essarts                | Arrêté préfectoral du 5 octobre 2015            | Depuis le 1er janvier 2016          | Essarts-en-Bocage         |
| L’Oie                      | Arrêté préfectoral du 5 octobre 2015            | 1er janvier 2016 — 31 décembre 2023 | Essarts-en-Bocage         |
| Sainte-Florence            | Arrêté préfectoral du 5 octobre 2015            | 1er janvier 2016 — 31 décembre 2023 | Essarts-en-Bocage         |
| Mouilleron-en-Pareds       | Arrêté préfectoral du 19 novembre 2015          | Depuis le 1er janvier 2016          | Mouilleron-Saint-Germain  |
| Saint-Germain-l’Aiguiller  | Arrêté préfectoral du 19 novembre 2015          | Depuis le 1er janvier 2016          | Mouilleron-Saint-Germain  |
| Belleville-sur-Vie         | Arrêté préfectoral du 19 novembre 2015          | Depuis le 1er janvier 2016          | Bellevigny                |
| Saligny                    | Arrêté préfectoral du 19 novembre 2015          | Depuis le 1er janvier 2016          | Bellevigny                |
| Doix                       | Arrêté préfectoral du 3 décembre 2015           | Depuis le 1er janvier 2016          | Doix-lès-Fontaines        |
| Fontaines                  | Arrêté préfectoral du 3 décembre 2015           | Depuis le 1er janvier 2016          | Doix-lès-Fontaines        |
| Aubigny                    | Arrêté préfectoral du 3 décembre 2015           | Depuis le 1er janvier 2016          | Aubigny-les-Clouzeaux     |
| Les Clouzeaux              | Arrêté préfectoral du 3 décembre 2015           | Depuis le 1er janvier 2016          | Aubigny-les-Clouzeaux     |
| Mormaison                  | Arrêté préfectoral du 15 décembre 2015          | Depuis le 1er janvier 2016          | Montréverd                |
| Saint-André-Treize-Voies   | Arrêté préfectoral du 15 décembre 2015          | Depuis le 1er janvier 2016          | Montréverd                |
| Saint-Sulpice-le-Verdon    | Arrêté préfectoral du 15 décembre 2015          | Depuis le 1er janvier 2016          | Montréverd                |
| Les Châtelliers-Châteaumur | Arrêté préfectoral du 15 décembre 2015          | Depuis le 1er janvier 2016          | Sèvremont                 |
| La Flocellière             | Arrêté préfectoral du 15 décembre 2015          | Depuis le 1er janvier 2016          | Sèvremont                 |
| La Pommeraie-sur-Sèvre     | Arrêté préfectoral du 15 décembre 2015          | Depuis le 1er janvier 2016          | Sèvremont                 |
| Saint-Michel-Mont-Mercure  | Arrêté préfectoral du 15 décembre 2015          | Depuis le 1er janvier 2016          | Sèvremont                 |
| Chaillé-sous-les-Ormeaux   | Arrêté préfectoral du 28 décembre 2015          | Depuis le 1er janvier 2016          | Rives-de-l’Yon            |
| Saint-Florent-des-Bois     | Arrêté préfectoral du 28 décembre 2015          | Depuis le 1er janvier 2016          | Rives-de-l’Yon            |
| Auzay                      | Arrêté préfectoral du 4 août 2016               | Depuis le 1er janvier 2017          | Auchay-sur-Vendée         |
| Chaix                      | Arrêté préfectoral du 4 août 2016               | Depuis le 1er janvier 2017          | Auchay-sur-Vendée         |
| La Chapelle-Achard         | Arrêté préfectoral du 30 septembre 2016         | 1er janvier 2017 — 31 décembre 2023 | Les Achards               |
| La Mothe-Achard            | Arrêté préfectoral du 30 septembre 2016         | 1er janvier 2017 — 25 mai 2020,     | Les Achards               |
| Boufféré                   | Arrêté préfectoral du 20 avril 2017             | Depuis le 1er janvier 2019          | Montaigu-Vendée           |
| La Guyonnière              | Arrêté préfectoral du 20 avril 2017             | Depuis le 1er janvier 2019          | Montaigu-Vendée           |
| Montaigu                   | Arrêté préfectoral du 20 avril 2017             | Depuis le 1er janvier 2019          | Montaigu-Vendée           |
| Saint-Georges-de-Montaigu  | Arrêté préfectoral du 20 avril 2017             | Depuis le 1er janvier 2019          | Montaigu-Vendée           |
| Saint-Hilaire-de-Loulay    | Arrêté préfectoral du 20 avril 2017             | Depuis le 1er janvier 2019          | Montaigu-Vendée           |
| Le Poiré-sur-Velluire      | Arrêté préfectoral du 17 août 2018              | 1er janvier 2019 — 18 mai 2020      | Les Velluire-sur-Vendée   |
| Velluire                   | Arrêté préfectoral du 17 août 2018              | 1er janvier 2019 — 18 mai 2020      | Les Velluire-sur-Vendée   |
| Château-d’Olonne           | Arrêté préfectoral du 17 août 2018              | 1er janvier — 8 février 2019        | Les Sables-d’Olonne       |
| Olonne-sur-Mer             | Arrêté préfectoral du 17 août 2018              | 1er janvier — 8 février 2019        | Les Sables-d’Olonne       |
| Les Sables-d’Olonne        | Arrêté préfectoral du 17 août 2018              | 1er janvier — 8 février 2019        | Les Sables-d’Olonne       |
| Chambretaud                | Arrêté préfectoral du 21 novembre 2018          | Depuis le 1er janvier 2019          | Chanverrie                |
| La Verrie                  | Arrêté préfectoral du 21 novembre 2018          | 1er janvier 2019 — 26 mai 2020      | Chanverrie                |
| Nieul-sur-l’Autise         | Arrêté préfectoral du 4 décembre 2018           | Depuis le 1er janvier 2019          | Rives-d’Autise            |
| Oulmes                     | Arrêté préfectoral du 4 décembre 2018           | Depuis le 1er janvier 2019          | Rives-d’Autise            |
| L’Aiguillon-sur-Mer        | Arrêtés préfectoraux des 7 et 24 décembre 2021, | Depuis le 1er janvier 2022          | L’Aiguillon-la-Presqu’île |
| La Faute-sur-Mer           | Arrêtés préfectoraux des 7 et 24 décembre 2021, | Depuis le 1er janvier 2022          | L’Aiguillon-la-Presqu’île |
| Breuil-Barret              | Arrêté préfectoral du 16 décembre 2022          | Depuis le 1er janvier 2023          | Terval                    |
| La Chapelle-aux-Lys        | Arrêté préfectoral du 16 décembre 2022          | Depuis le 1er janvier 2023          | Terval                    |
| La Tardière                | Arrêté préfectoral du 16 décembre 2022          | Depuis le 1er janvier 2023          | Terval                    |
| Cezais                     | Arrêté préfectoral du 13 novembre 2023          | Depuis le 1er janvier 2024          | Rives-du-Fougerais        |
| Saint-Sulpice-en-Pareds    | Arrêté préfectoral du 13 novembre 2023          | Depuis le 1er janvier 2024          | Rives-du-Fougerais        |
| Thouarsais-Bouildroux      | Arrêté préfectoral du 13 novembre 2023          | Depuis le 1er janvier 2024          | Rives-du-Fougerais        |
| La Bernardière             | Arrêté préfectoral du 3 juin 2024               | Depuis le 1er janvier 2025          | Cugand-la-Bernardière     |
| Cugand                     | Arrêté préfectoral du 3 juin 2024               | Depuis le 1er janvier 2025          | Cugand-la-Bernardière     |
| Sainte-Hermine             | Arrêté préfectoral du 8 août 2024               | Depuis le 1er janvier 2025          | Saint-Jean-d’Hermine      |
| Saint-Jean-de-Beugné       | Arrêté préfectoral du 8 août 2024               | Depuis le 1er janvier 2025          | Saint-Jean-d’Hermine      |

| Régime de la commune nouvelle - Commune soumise au régime de la commune nouvelle (20 communes) - Commune ayant été soumise au régime de la commune nouvelle (2 communes) - Commune n’ayant jamais été soumise au régime de la commune nouvelle (231 communes) |
| Territoire des communes déléguées - Territoire d’une commune déléguée disposant d’un maire délégué (41 communes déléguées) - Territoire d’une commune déléguée ne disposant pas d’un maire délégué (3 communes déléguées) - Territoire d’une commune déléguée dissoute (5 anciennes communes) - Territoire d’une commune déléguée érigée en commune (2 communes) |